# Diecezja Grand Island

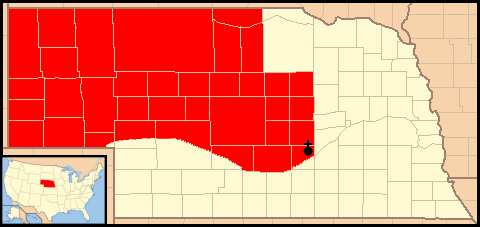
Mapa diecezji.

Diecezja Grand Island (łac. Dioecesis Insulae Grandis, ang. Diocese of Grand Island) jest diecezją Kościoła rzymskokatolickiego w północno-zachodniej części stanu Nebraska.

## Historia
Diecezja została kanonicznie erygowana 8 marca 1912 roku przez papieża Piusa X jako diecezja Kearney. Wyodrębniono ją z ówczesnej diecezji Omaha. Pierwszym ordynariuszem został kapłan archidiecezji Saint Paul James Albert Duffy (1873-1968), który pochodził z Wyoming. Tam też 16 kwietnia 1913, w jednym z kościołów w Cheyenne, otrzymał sakrę biskupią. Początkowo do diecezji należało 15 tys. katolików, 58 kościołów, 21 parafii, 35 misji, 1 akademia, 5 szkół i 1 szpital. Były to niewielkie liczby, więc dla wzmocnienia i powiększenia nowo utworzonej diecezji dołączono w dniu 13 maja 1916 tereny czterech hrabstw, należących wcześniej do diecezji Omaha. 11 kwietnia 1917 siedziba diecezji przeniesiona została z Kearney do Grand Island. Obecna katedra pod wezwaniem Narodzenia NMP została konsekrowana 5 lipca 1928.

## Ordynariusze
- James Albert Duffy (1913–1931)
- Stanislaus Bona (1931–1944)
- Edward Joseph Hunkeler (1945–1951)
- John Linus Paschang (1951–1972) jeden z najdłużej żyjących biskupów katolickich w historii (1895-1999)
- John Joseph Sullivan (1972–1977)
- Lawrence James McNamara (1978–2004)
- William Dendinger (2004–2015)
- Joseph Hanefeldt (od 2015)